# San Javier
San Javier là một đô thị ở cộng đồng tự trị Murcia, tây nam Tây Ban Nha. Đô thị này tọa lạc ở cuối phía bắc của Địa Trung Hải khu vực Murcia, the Costa Cálida.
San Javier có sân bay Murcia-San Javier.